# Li Hsziao-peng (labdarúgó)
Li Hsziao-peng (Li Xiaopeng) (egyszerűsített kínai: 李霄鹏, hagyományos kínai: 李霄鵬, pinjin, hangsúlyjelekkel: Lǐ Xiāopéng; Csingtao, 1975. június 20. – ) kínai válogatott labdarúgó és edző.

## Pályafutása

### Klubcsapatban
1994 és 2005 között a Santung Lüneng csapatában játszott, melynek tagjaként egy bajnoki címet (1999) szerzett és három alkalommal nyerte meg a kupát (1995, 1999, 2004).

### A válogatottban
2000 és 2004 között 39 alkalommal játszott a kínai válogatottban és 3 gólt szerzett. Részt vett a 2000-es és a 2004-es Ázsia-kupán, illetve a 2002-es világbajnokságon, ahol a Costa Rica, a Brazília és a Törökország elleni csoportmérkőzésen kezdőként lépett pályára.

### Edzőként
2010 és 2011 között a kínai női válogatott élén kezdte az edzői pályafutását. 2014-ben a Csingtao edzője volt. 2016-tól 2020-ig a Santung Lüneng vezetőedzői feladatát látta el. 2021-ben a Vuhan Zall csapatánál dolgozott, de még ebben az évben kinevezték a válogatott szövetségi kapitányának. 2021. december 3-án korábbi válogatottbeli csapattársát Li Tiét váltotta a kapitányi poszton.

## Sikerei, díjai
Santung Lüneng
- Kínai bajnok (1): 1999
- Kínai kupagyőztes (3): 1995, 1999, 2004

Kína
- Ázsia-kupa ezüstérmes (1): 2004